# Artemiusz (Kuźmin)
Artemiusz, imię świeckie Artiom Andriejewicz Kuźmin (ur. 12 maja 1983 w Wojnicy) – rosyjski biskup prawosławny.

## Życiorys
Jest synem wojskowego, został ochrzczony w wieku sześciu lat. Ukończył szkołę średnią w Ostrowie (obwód pskowski), a następnie studia ekonomiczne na Rosyjskim Uniwersytecie Prawosławnym św. Jana Teologa. W latach 2005–2008 był słuchaczem studiów doktoranckich w Moskiewskim Instytucie Ekonomicznym. W latach 2006–2009 pracował w wydawnictwie Jewrazija Eks-priess jako kierownik działu marketingu. Następnie pracował w synodalnym wydziale wykształcenia religijnego i katechizacji, odpowiadając za obieg dokumentów i informatyzację pracy. Równocześnie od 2009 r. był świeckim hipodiakonem biskupa zarajskiego Merkuriusza. 
3 grudnia 2011 r. złożył na ręce Merkuriusza, ówcześnie już metropolity rostowskiego i nowoczerkaskiego, śluby mnisze w riasofor, przyjmując imię Artemiusz na cześć św. Artemiusza Palestyńskiego. Dzień później w soborze Narodzenia Matki Bożej w Rostowie nad Donem został wyświęcony na diakona, zaś 7 grudnia – na kapłana. Służył w domowej cerkwi Ikony Matki Bożej „Znak” przy pałacu biskupim w Rostowie nad Donem oraz pełnił obowiązki sekretarza zarządu eparchii. Wieczyste śluby mnisze złożył 17 marca 2012 r. w cerkwi św. Sergiusza z Radoneża na terenie Monasteru Wysoko-Pietrowskiego w Moskwie, zachowując dotychczasowe imię, ale zmieniając świętego patrona na św. Artemiusza Wierkolskiego.
W 2015 r. ukończył zaocznie moskiewskie seminarium duchowne. W tym samym roku został proboszczem parafii przy soborze katedralnym w Rostowie nad Donem.
W 2018 r. uzyskał zaocznie tytuł magistra nauk teologicznych na Petersburskiej Akademii Duchownej.
11 marca 2020 r. został nominowany na biskupa pomocniczego eparchii rostowskiej z tytułem biskupa taganroskiego. W związku z tą nominacją otrzymał godność archimandryty. Jego chirotonia biskupia odbyła się 28 sierpnia 2020 r. w soborze Chrystusa Zbawiciela w Moskwie pod przewodnictwem patriarchy moskiewskiego i całej Rusi Cyryla.